# Подлозцы
Подлозцы (укр. Підлозці) — село в Дубенском районе Ровненской области Украины. Административный центр Подлозцевской сельской общины.
До 2020 года входило в Млиновский район.
Население по переписи 2001 года составляло 532 человека. Почтовый индекс — 35132. Телефонный код — 03659. Код КОАТУУ — 5623886701.